# ليو فان دير ألست
ليو فان دير ألست (ولد في 7 يناير 1962) هو لاعب كرة قدم بلجيكي سابق لعب بشكل أساسي كلاعب خط وسط دفاعي.
لعب في الدوري البلجيكي للمحترفين 406 مباريات وسجل 67 هدفا على مدار 15 موسما، ومثل أندية رويال أنتويرب، نادي كلوب بروج، نادي جينك. شقيقه الأكبر، فرانسوا، وكان أيضا لاعبا محترفا، ولعب الأخوين ضمن تشكيلة منتخب بلجيكا لكرة القدم.

## وصلات خارجية
- Club Brugge archives (بالهولندية)
- ليو فان دير ألست على موقع الاتحاد الدولي (مؤرشف)  (الإنجليزية)
- ليو فان دير ألست على موقع الاتحاد البلجيكي (الإنجليزية)
- ليو فان دير ألست على موقع قاعدة بيانات كرة القدم.إي يو (الإنجليزية)
- ليو فان دير ألست على موقع ناشيونال فوتبول تيمز (الإنجليزية)
- ليو فان دير ألست على موقع Soccerway.com (الإنجليزية)
- ليو فان دير ألست على موقع عالم كرة القدم.نت (الإنجليزية)
- Belgium stats at Eu-Football
- Worldfootball profile